# Munkeby gruva
Munkeby gruva är belägen i Dragsmarks socken i Uddevalla kommun. Gruvbrytningen har pågått i olika perioder och den sista avslutades 1942. Munkeby gruva är vid sidan om Brattås gruva på Orust de två största fältspatsgruvorna i Bohuslän. Förutom fältspat har man även brutit kvarts och glimmer. Det ljusa glimmer som förekommer i Munkeby kallas Muskovit.
Fältspat användes i första hand för porslinstillverkning, kvarts för tillverkning av glas. Glimmer användes som halvledare och i gamla kaminer som kaminglas. Andra brytplatser är Harholmen i Dragsmark och i Kolleröd i Bokenäs.
Exportländer under 1800-talet var Ryssland, Tyskland, Belgien, Österrike och Frankrike.
| Brytningstid | Brytare                     | Utvunnen fältspat  | Utvunnen kvarts | Utvunnen glimmer                                                                          |
| ------------ | --------------------------- | ------------------ | --------------- | ----------------------------------------------------------------------------------------- |
| 1882 - 1887  | Norske Grubekompagni        | 18 140 ton         | 980 ton         |                                                                                           |
| 1890 - 1897  | J. A. Bohm                  | 1 404 ton fältspat | 1 850 ton       |                                                                                           |
| 1900 - 1904  | P. P. Wistrand              | 2 382 ton          |                 |                                                                                           |
| 1910         | J.S. Lindell och J. Henning | Obetydligt uttag   |                 |                                                                                           |
| 1917 - 1920  | J. R. Rettig                | 835 ton            | 485 ton         |                                                                                           |
| 1926         | J. R. Rettig                | 431 ton            | 120 ton         | 16 ton                                                                                    |
| 1941 - 1942  | Andrén & Söner              |                    |                 | Mindre mängder till engelsk krigsindustri. Kördes i fiskelådor med lastbil till Göteborg. |

Efter 1942 har området sålts av markägaren till sommarstugetomter. Gruvhålen i Munkeby som är tre till antalet finns kvar och är vattenfyllda. Det lär också ha funnit ett mindre dagbrott vid Fruvik. Därtill finns gruvhål på Harholmen söder om Dragsmark. På Harholmen och på Stegelholmen har det stått kruthus. Krutet förvarades av begripliga skäl en bit bort från både gruva och bostäder. Grunderna för dessa byggnader finns kvar.